# Chelidonura berolina
Chelidonura berolina is een slakkensoort uit de familie van de Aglajidae. De wetenschappelijke naam van de soort is voor het eerst geldig gepubliceerd in 1970 door Er. Marcus & Ev. Marcus.